# Перу (Индиана)
Перу (на английски: Peru) е град в североизточната част на Съединените американски щати, административен център на окръг Маями в щата Индиана. Населението му е около 11 000 души (2010).
Разположен е на 198 метра надморска височина във Вътрешните равнини, на 86 километра югозападно от Форт Уейн и на 110 километра северно от Индианаполис. Селището е основано през 1834 година върху земи, купени малко преди това от индианците маями.

## Известни личности
Родени в Перу
- Франк Фетър (1863 – 1949), икономист